# Inzuchtkoeffizient
Der Inzuchtkoeffizient (kurz IK oder F; siehe auch Koeffizient: „Beizahl, Vorzahl“) berechnet die Wahrscheinlichkeit, dass sich bei Nachkommen von bereits eng biologisch verwandten Eltern dieselbe (zufällig ausgewählte) Erbinformation findet wie bei dem letzten gemeinsamen Vorfahren der beiden Elternteile. Der Koeffizient entspricht rund der Hälfte des Verwandtschaftskoeffizienten der beiden Elternteile zueinander, weil sie jeweils nur 50 % ihres Erbgutes vererben. Vollständige Übereinstimmung der Erbanlagen im Vergleich zu ihren Eltern besteht bei Nachkommen von eineiigen Zwillingen oder bei Klonen (Kopien), weil diese bereits genetisch identische Individuen sind – folglich haben sie auch einen Inzuchtkoeffizienten von 1/2 = 50 %. Demgegenüber beträgt die statistische Wahrscheinlichkeit, dass zwei beliebige, nicht eng verwandte Individuen aus derselben Bevölkerungsgruppe die gleiche per Zufall ausgesuchte Erbinformation besitzen und diese gemeinsam an ihre Nachkommen vererben, rund 3 %.
Genetisch ausgedrückt trifft der Inzuchtkoeffizient eine mathematische Vorhersage darüber, inwieweit ein Nachkomme an einem beliebigen Ort auf einem Chromosom (Locus) zwei gleiche Zustandsformen eines Gens (Allele) von beiden Vorfahren geerbt hat (Reinerbigkeit: Homozygotie). Entwickelt wurde die Berechnung in den 1920er Jahren vom US-amerikanischen Genetiker Sewall Wright (siehe unten).
Da ein erhöhter Inzuchtkoeffizient zu einer höheren Reinerbigkeit der Nachkommen führt und die meisten Erbkrankheiten rezessiv vererbt werden, kann es bei regional oder sozial eingegrenzten Populationen oder Bevölkerungsgruppen, die sich nur oder vorwiegend untereinander paaren, zu Erbkrankheiten in endogamen Populationen kommen (siehe auch Erbkrankheiten bei menschlicher Inzucht, Humangenetische Beratung).

## Übersicht
Die Wahrscheinlichkeit der genetischen Übereinstimmung steigt bei näherer Blutsverwandtschaft der Elternteile, und sie sinkt, je mehr Generationen der letzte gemeinsame Vorfahre zurückliegt. Die folgende Tabelle der Inzuchtkoeffizienten berechnet sich aus den Verwandtschaftskoeffizienten geteilt durch 2, weil sich die Werte auf die (zukünftigen) Kinder der miteinander verwandten Individuen beziehen, also 1 Generation nach vorne:
| Paarung                                                      | Verwandtschaftskoeffizient (R)                       | Inzuchtkoeffizient für Nachkommen (F),(IK)    |
| ------------------------------------------------------------ | ---------------------------------------------------- | --------------------------------------------- |
| eineiige Zwillinge oder zwei Klone                           | 1/100 = 1,0000000 = 100 % Übereinstimmung            | 1/200 = 50 % …                                |
| Elternteil ⚭ Kind                                            | 1/200 = 0,5000000 = 050 % …                          | 1/400 = 25 % …                                |
| Bruder ⚭ Schwester                                           | 1/200 = 0,5000000 = 050 % …                          | 1/400 = 25 % …                                |
| Halbbruder ⚭ Halbschwester                                   | 1/400 = 0,2500000 = 025 % …                          | 1/800 = 12,50 % …                             |
| Großelternteil ⚭ Enkelkind                                   | 1/400 = 0,2500000 = 025 % …                          | 1/800 = 12,50 % …                             |
| Onkel, Tante ⚭ Neffe, Nichte                                 | 1/400 = 0,2500000 = 025 % …                          | 1/800 = 12,50 % …                             |
| Cousin ⚭ Cousine (1. Grades)                                 | 1/800 = 0,1250000 = 012,5 % …                        | 1/160 = 06,25 % …                             |
| Onkel, Tante ⚭ Neffe, Nichte (2. Grades)                     | 1/160 = 0,0625000 = 006,25 % …                       | 1/320 = 03,125 % …                            |
| Cousin ⚭ Cousine 2. Grades                                   | 1/320 = 0,0312500 = 003,125 % …                      | 1/640 = 01,56 % …                             |
| Cousin ⚭ Cousine 3. Grades                                   | 1/128 = 0,0078125 = 000,78125 % …                    | 1/256 = 00,39 % …                             |
| zwei zufällige Individuen (aus derselben Bevölkerungsgruppe) | 00000 ≈ 0,0600000 ≈ 006 % statist. Übereinstimmungen | 00000 ≈ 02–4 % statistische Übereinstimmungen |

Cousins und Cousinen
Der Abstand der Cousins/Cousinen (1. Grades: normal) zu den Cousins/Cousinen 2. Grades verschiebt sich um gleich 2 Verwandtschaftsgrade: In der direkten Linie der Vorfahren geht es 1 Generation zurück zu ihren gemeinsamen Voreltern, den Urgroßeltern (oder nur zu einem Urgroßelternteil), und dann in den beiden Familienzweigen (Seitenlinien) wieder 1 vor zur gegenwärtigen Generation (siehe auch direkte und seitliche Verwandtschaft). Entsprechend betragen die Werte der „entfernten“ Cousins nur noch ein Viertel im Vergleich zu denen 1. Grades. Bei Cousins 3. Grades (2 zurück, 2 vor) sinken die Werte weit unter den statistischen Durchschnitt und sind vernachlässigbar. Diese niedrigen Werte repräsentieren die geringen genetischen „Überbleibsel“ der ursprünglichen Urgroßeltern (oder eines Urgroßelternteils), die zwei Kinder in die Welt setzten, die ihrerseits die zwei unterschiedlichen Seitenlinien der Cousins 3. Grades begründeten.

Verwandtenbevorzugung
Die Höhe des Verwandtschaftskoeffizienten spielt auch eine Rolle zur Erklärung von selbstlosen Handlungen (Altruismus) bei Menschen und Tieren oder in der sozialen Erbfolge (siehe Verwandtenselektion). In der Soziobiologie und der Psychobiologie erlaubt die Höhe des Verwandtschaftskoeffizienten von Individuen entsprechende Vorhersagen über ihre Verhaltensweisen, die dem eigenen Gen einen höheren Erfolg bei der Fortpflanzung sichern.

## Schätzverfahren
Für Gruppen oder Populationen ist die Bildung eines Mittelwertes über alle ihre Angehörigen möglich. Um ihren Inzuchtkoeffizienten berechnen zu können, muss der Grad der Blutsverwandtschaft ihrer Vorfahren bekannt sein. Dabei sind Aussagen nur in einer bestimmten zeitlichen Tiefe möglich, denn mit zunehmenden Generationen werden alle Berechnungen durch fehlende belegte Vorfahren (oder durch Ahnenverlust) zu Schätzungen mit mehr oder weniger großen statistischen Fehlern.
Um Inzuchtkoeffizienten bei Einzelpersonen, sozialen Gruppen oder Bevölkerungsteilen grob zu schätzen, kann die Familiennamenhäufigkeit ihrer Vorfahren ausgewertet werden: Hatten zwei Elternteile vor ihrer Eheschließung denselben Namen (Isonymie), wird auf einen höheren Inzuchtkoeffizienten geschlossen.

## Anwendung in der Zucht
In der Tierzucht existieren Daten für viele Arten und Rassen, die einen nachteiligen Zusammenhang zwischen Inzuchtkoeffizient und Leistungsverlust aufzeigen, beispielsweise bezüglich Milchleistung, Fruchtbarkeit oder Preisgeldern; dies wird Inzuchtdepression genannt (Verringerung der Fitness). In solchen Fällen geht es in der Zucht darum, den Inzuchtkoeffizienten möglichst niedrig zu halten.
Andererseits kann Inzucht auf einen Vorfahren mit besonders guter Leistung auch zu einer Erhöhung dieser Leistung bei seinen Nachkommen führen, die den nachteiligen Einfluss der Inzuchtdepression überwiegt. In solchen Fällen geht es um ein Gleichgewicht zwischen der inzuchtbedingten Leistungssteigerung und der auftretenden Inzuchtdepression.
In Populationen, die einer vollständigen Inzuchterholung unterliegen (Purging), besteht kein Zusammenhang mehr zwischen Inzuchtkoeffizient und Inzuchtdepression.

## Berechnung

### Exakte Methode nach Wright
Inzuchtkoeffizienten können auf mehrere Arten berechnet werden. Die exakte (aufwendige) Berechnung liefert die Formel des US-amerikanischen Genetikers Sewall Wright, die er in den 1920er Jahren entwickelte:
{\displaystyle F_{I}=\sum \left({\frac {1}{2}}\right)^{n_{1}+n_{2}+1}\cdot (1+F_{A_{i}})}
- {\displaystyle n_{1}} = Anzahl der Generationen vom Vater zum gemeinsamen Vorfahren
- {\displaystyle n_{2}} = Anzahl der Generationen von der Mutter zum gemeinsamen Vorfahren
- {\displaystyle F_{A_{i}}} = Inzuchtkoeffizient des gemeinsamen Vorfahren

### Berechnung über Isonomiekoeffizienten
Da die Formel nach Wright die Inzuchtkoeffizienten der einzelnen Vorfahren mit einbezieht, wird für die Berechnung nach Wright je nach Anzahl Generationen schnell eine sehr hohe Rechenleistung nötig. Für eine weniger aufwendige Berechnung existiert daher folgende Näherungsformel:
{\displaystyle IK=\sum {\frac {1}{2^{n_{1}+n_{2}+1}}}}
- {\displaystyle IK} = Isonomiekoeffizient (Näherung des Inzuchtkoeffizienten)
- {\displaystyle n_{1}}= Generationen zwischen Vater und gemeinsamen Vorfahren
- {\displaystyle n_{2}}= Generationen zwischen Mutter und gemeinsamen Vorfahren

Das wird für jeden mehrfach auftretenden Vorfahren berechnet und dann summiert. Dabei werden Vorfahren nur dann mehrmals eingerechnet, wenn sie über andere Vorfahren einfließen; die Eltern eines mehrfachen Vorfahren werden also nicht eingerechnet, da diese bereits mit dem Vorfahren eingehen. Der Inzuchtkoeffizient der einzelnen Vorfahren wird nicht berücksichtigt, wodurch der erhaltene Näherungswert eher zu niedrig wird.

### Weitere Methoden
Andere Berechnungsmethoden, besonders für sehr große Populationen geeignet (über 100.000 Individuen), sind die Inzuchtberechnung nach Quaas (1976), nach Meuwissen (1992), sowie nach van Raden (1992). Ihr Vorteil gegenüber der Methode nach Wright liegt in der wesentlich schnelleren Berechnung guter Näherungen des Inzuchtkoeffizienten auch bei sehr großem Datenumfang.